# Kusunose Yukihiko

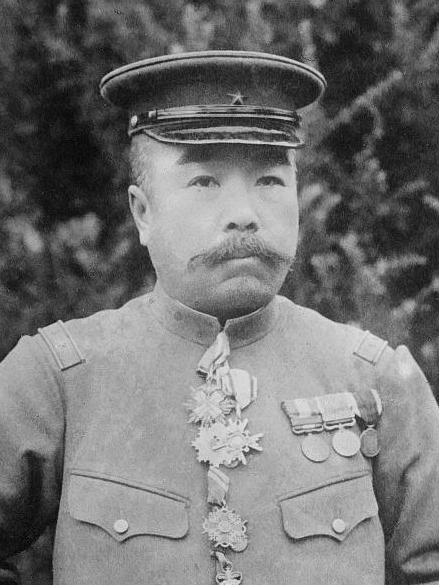
Kusunose Yukihiko, etwa 1913

Kusunose Yukihiko (jap. 楠瀬 幸彦; * 28. April 1858 im Tosa-han, Japan; † 20. März 1927) war ein Generalleutnant des Kaiserlich Japanischen Heeres und Heeresminister.

## Leben
Kusunose Yukihiko wurde 1858 in eine Samuraifamilie des Tosa-han, der heutigen Präfektur Kōchi geboren. Im Jahr 1880 trat er in die Artillerie des japanischen Heeres ein und wurde zur Ausbildung von 1881 bis 1885 als Militärattaché nach Frankreich und in das Deutsche Reich entsandt. Nach seiner Rückkehr nach Japan diente er 1888 in einem Artilleriebataillon der Kaiserlichen Garde und anschließend auf verschiedenen administrativen Positionen des Heeresgeneralstabs. Von April 1891 bis zum September 1893 diente er als Militärattaché in Sankt Petersburg im Russischen Kaiserreich und erarbeitete sich dort den Ruf eines führenden Experten für europäische Politik.
Ab November 1894 war Kusunose Militärattaché im japanischen Konsulat in Seoul in Korea. Während seiner Zeit in Korea verschlechterten sich die Beziehungen zwischen dem japanischen Kaiserreich und der koreanischen Joseon-Dynastie zusehends. Kusunose hielt sich während der Ermordung der koreanischen Kaiserin Myeongseong in Seoul auf und wurde im Zusammenhang hiermit bei seiner Rückkehr nach Japan gemeinsam mit einigen anderen zivilen und militärischen Mitarbeitern des Konsulats, darunter Miura Gorō, verhaftet. Er und Miura wurden durch die 5. Division vor ein Militärtribunal gestellt, aus Mangel an Beweisen freigesprochen.
Anschließend war er für kurze Zeit Stabschef der Taiwan-Armee und im Jahr 1900 der 12. Division. Im Juni 1901 erfolgte seine Beförderung zum Generalmajor. Hiernach diente er als Befehlshaber der Festung Tsushima und anschließend des Artilleriearsenals Ōsaka. Während des Russisch-Japanischen Krieges war er Befehlshaber der schweren Artillerie der 2. Armee und später der gesamten Artillerie zunächst der 4. Armee und dann aller japanischen Truppen in der Mandschurei. Er nahm dabei unmittelbar an der Schlacht bei Mukden teil. Nach dem Krieg war er Befehlshaber der Festung Yura und ab 1906 der japanischen Garnison in der Präfektur Karafuto.
Im Jahr 1907 erfolgte Kusunoses Beförderung zum Generalleutnant. Am 24. Juni 1913 wurde er als Heeresminister in das erste Kabinett des Premierministers Yamamoto Gonnohyōe berufen. Diesen Posten hielt er bis zur Auflösung des Kabinetts am 16. April 1914. Im April 1917 wurde er in die Führerreserve versetzt. Am 20. März 1927 verstarb er, sein Grab befindet sich auf dem Friedhof Tama in Fuchū, Tokio.